# Chór Politechniki Białostockiej
Chór Politechniki Białostockiej – chór akademicki Politechniki Białostockiej, prowadzony przez Wiolettę Miłkowską. W repertuarze Chóru znajdują się utwory a cappella, zarówno świeckie, jak i sakralne z różnych epok, a także formy wokalno-instrumentalne.

## Historia
Chór Politechniki Białostockiej powstał w 1977 r. początkowo jako zespół męski. Dyrygentem była Zofia Hamerlak-Gładyszewska. W 1981 r. w związku sytuacją polityczną działalność Chóru została zawieszona. W 1983 r. zespół reaktywowano. Tym razem brzmienie chóru zostało wzbogacone o głosy żeńskie. Kierownictwo objęła Violetta Bielecka.

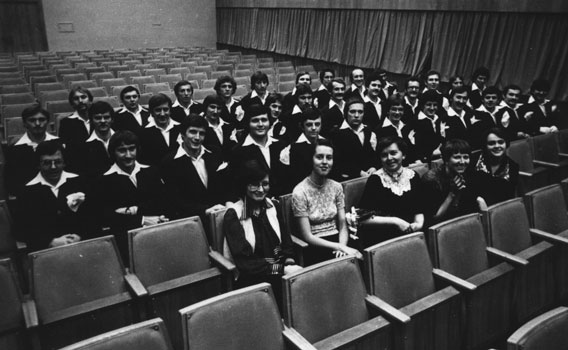
Skład Chóru PB w 1978 r.

Chór współpracował między innymi z Teatrem Dramatycznym im. Aleksandra Węgierki w Białymstoku, przy tworzeniu opery Krakowiacy i Górale Wojciecha Bogusławskiego. Zdobył przy tym uznanie widzów i krytyki.
Od 1988 Chórem Politechniki dyrygował Zbigniew Zając, a następnie Elżbieta Klemensowicz. W 1991 roku stanowisko dyrektora objęła Ewa Barbara Rafałko. Od 1997 r. zespół działa pod dyrekcją Wioletty Miłkowskiej.
W skład Zespołu wchodzą studenci, absolwenci i pracownicy Politechniki Białostockiej. Bogaty repertuar Chóru obejmuje utwory a’cappella świeckie i sakralne z różnych epok, jak również formy wokalno-instrumentalne. Zespół współpracuje z wieloma orkiestrami, m.in.: Orkiestrą Opery i Filharmonii Podlaskiej, Symfonią Vivą, Il Piacere, Łomżyńską Orkiestrą Kameralną oraz z zespołem Sierra Manta. Nagrał wiele płyt m.in.: z muzyką W.A. Mozarta, A. Vivaldiego, A. Ramireza, D. Stachowicza, S. Moniuszki, S. Moryty, R. Raya.

## Nagrody i wyróżnienia
- 1987 – Ogólnopolski Konkurs Academia Cantat we Wrocławiu – V miejsce
- 1988 – Konkurs Cleveland Eisteddfod w Anglii – III nagroda
- 1999 – Konkurs Moniuszkowski w Białymstoku – I nagroda
- 2000 – Podlaski Festiwal Pieśni Sakralnej w Łapach – I nagroda
- 2003 – II Międzynarodowy Festiwal Muzyki Chóralnej im. Feliksa Nowowiejskiego w Barczewie – I miejsce
- 2003 – International Musical Eisteddfod w Llangollen – III miejsce w kategorii chórów mieszanych
- 2004 – Międzynarodowy Festiwal Muzyki Cerkiewnej „Hajnówka” w Białymstoku – II miejsce w kategorii chórów świeckich
- 2005 – Ogólnopolski Festiwal Kolęd i Pastorałek w Będzinie – I miejsce
- 2008 – International Golden Nightingale Choir Festival Carmarthen (Walia) – srebrny dyplom
- 2010 – XIII Łódzki Festiwal Chóralny – Cantio Lodziensis – I miejsce w kategorii chórów akademickich
- 2012 – Złoty Dyplom na XI Międzynarodowym Festiwalu Muzyki Chóralnej im. Feliksa Nowowiejskiego w Barczewie.
- 2012 – VII Ogólnopolski Festiwal Kolęd i Pastorałek w Chełmnie – I miejsce w kategorii chórów akademickich i złote pasmo.